# American Eagle (compagnie aérienne)
Pour les articles homonymes, voir American Eagle.
American Eagle est le nom sous lequel plusieurs compagnies aériennes régionales américaines assurent des vols pour le compte d'American Airlines.

## Destinations
Les compagnies d'American Eagle relient différentes petites villes des États-Unis et du Canada aux plates-formes de correspondances d'American Airlines.

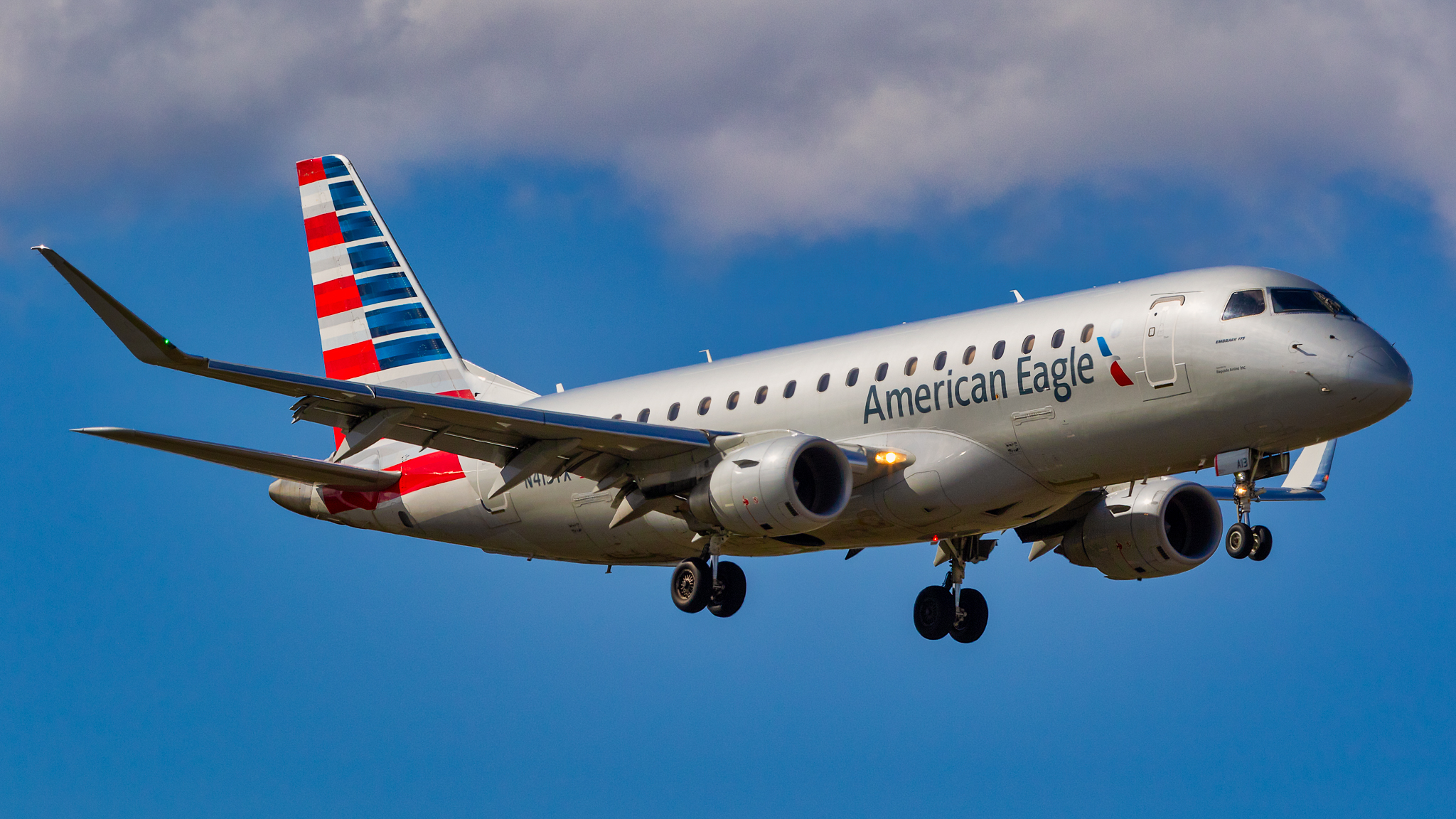
Un Embraer 175 aux couleurs d'American Eagle opéré par Republic Airlines

## Compagnies
En avril 2023, American Eagle rassemble les six compagnies régionales suivantes :
| - Air Wisconsin - Envoy Air | - Piedmont Airlines - PSA Airlines | - Republic Airlines - SkyWest Airlines |

### Anciennes compagnies

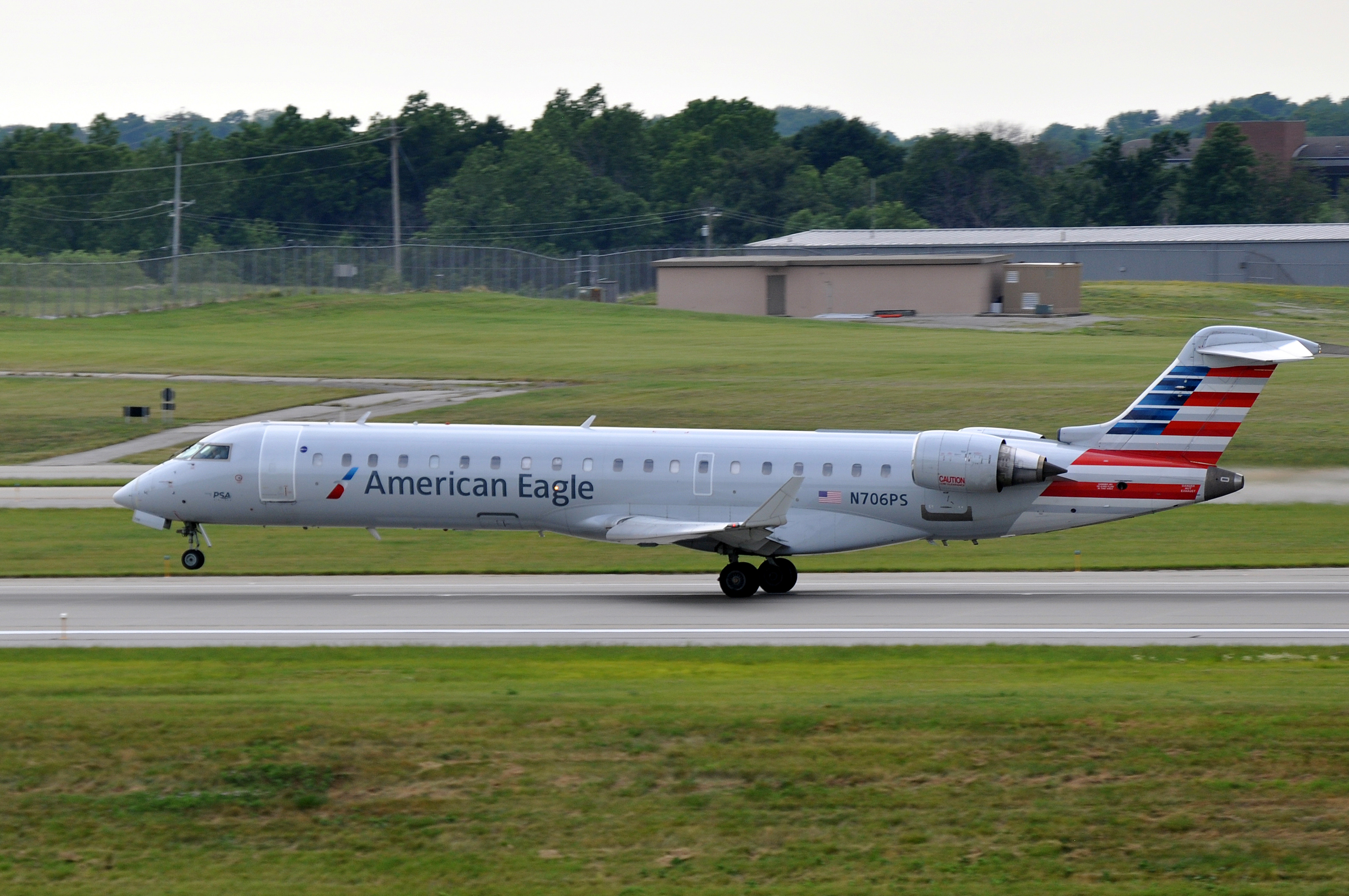
Bombardier CRJ-700 d'American Eagle exploité par Envoy Air puis par PSA Airlines

- Compass Airlines
- ExpressJet
- Mesa Airlines
- Trans States Airlines

## Flotte
En janvier 2025, American Eagle rassemble une flotte composée des appareils suivants:

## Incident

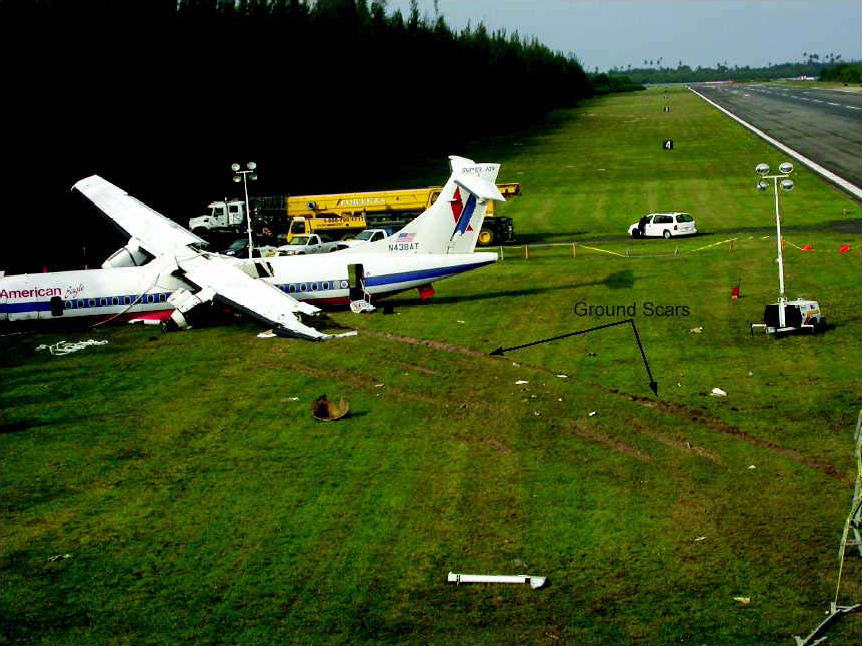
Vol 5401 d'American Eagle

Le vol 5401 d'American Eagle était un vol entre Mayagüez et San Juan à Porto Rico, ayant eu lieu le 9 mai 2004. Lors de l'atterrissage de l'ATR 72, l'avion toucha la piste avec trop de puissance, ce qui le fit rebondir, puis quitter la piste. La conclusion de l'enquête est une erreur de pilotage faute d'avoir pu effectuer une remise de gaz.

## Accident
- Vol American Eagle 4184
- Le 13 décembre 1994 le vol Flagship Airlines 3379 d'American Eagle s'est écrasé lors d'une approche interrompue à destination de l'aéroport international de Raleigh-Durham, faisant 15 morts sur les 18 passagers et 2 membres d'équipage.